# Nagisa Ōshima
Nagisa Ōshima (jap. 大島渚 Ōshima Nagisa; ur. 31 marca 1932 w Okayamie, zm. 15 stycznia 2013 w Tokio) – japoński reżyser filmowy.

## Życiorys
Jego ojciec był urzędnikiem administracji rządowej, zmarł gdy Ōshima miał 6 lat. Wcześnie zainteresował się polityką i poznał teksty teoretyków socjalizmu i komunizmu. Rozpoczął studia prawnicze na Uniwersytecie Kiotyjskim, gdzie zaangażował się w aktywność polityczną, przewodząc lewicującej organizacji studenckiej.
Po ukończeniu studiów Ōshima stracił zainteresowanie prawem, zyskał za to zatrudnienie w agencji filmowej Shōchiku i wkrótce zaczął tworzyć jako reżyser, debiutując w 1959 roku filmem Dzielnica miłości i nadziei (jap. 愛と希望の街 Ai to kibō no machi).
Zaczął również działać na polu krytyki filmowej, publikując w 1958 roku esej Czy to przełom? (Moderniści japońskiego kina), w którym określił nowy trend w kinematografii japońskiej, do dziś niemal nieznany na Zachodzie (poza twórczością Yasuzo Masumury).
Ōshima współtworzył japońską „nową falę” (jap. ヌーベルバーグ Nūberu bāgu) kina na przełomie lat 50. i 60., aby na krótko odejść do telewizji w proteście wobec ograniczania kinowej dystrybucji jego zaangażowanych politycznie filmów. Powrócił w 1965 roku, reżyserując Rozkosze ciała. Film z 1967 roku, zatytułowany Ninja bugei-chō (jap. 忍者武芸帖), był adaptacją mangi autorstwa Sampei’a Shirato. Ōshima nie stworzył ani filmu fabularnego, ani animowanego, filmując jedynie obrazy Shirato i dodając głosy aktorów. Obraz odniósł sukces komercyjny w Japonii, jednocześnie zdobywając uznanie krytyków.
Jednym z najgłośniejszych filmów w reżyserii Ōshimy było Imperium zmysłów (jap. 愛のコリーダ Ai no koriida) z 1976 roku. Historię opartą na prawdziwych zdarzeniach z lat 30. reżyser zdecydował się przedstawić bez unikania realistycznych scen erotycznych, uznanych wówczas za twardą pornografię. Aby zmontowanie filmu było w ogóle możliwe, Ōshima wysłał taśmę do Francji. Nieocenzurowana wersja obrazu do dziś jest niedostępna w Japonii.
Podobną tematykę Ōshima podniósł dwa lata później, reżyserując w 1978 roku film Imperium namiętności (1978), który zdobył nagrodę za reżyserię na 31. Międzynarodowym Festiwalu Filmowym w Cannes. Dużym sukcesem okazał się również film pod tytułem Wesołych świąt, pułkowniku Lawrence (1983), z Davidem Bowiem i Ryūichim Sakamoto w rolach głównych. W roli Hary zadebiutował jako aktor dramatyczny Takeshi Kitano.
W 1994 roku zasiadał w jury konkursu głównego na Międzynarodowym Festiwalu Filmowym w Wenecji. Dwa lata później reżyser doznał udaru mózgu, ale powrócił do kina w 1999 roku swoim ostatnim filmem, Tabu (jap. 御法度 Gohatto) z Takeshim Kitano, Ryūhei Matsudą i Tadanobu Asano w rolach głównych, podejmując tematykę XIX-wiecznej homoseksualnej tradycji shudō (jap. 衆道).
Shōhei Imamura stwierdził kiedyś: Ja jestem wieśniakiem, Nagisa Ōshima jest samurajem. Interpretatorzy tych słów zwykle wskazują na podobną wymowę filmów Ōshimy i Imamury, przy czym u Ōshimy bohaterami filmów są przedstawiciele klasy wyższej (podobno rodzina Ōshimy miała tradycje samurajskie), a Imamura, sam przynależący do klasy średniej, opowiada o życiu prostych ludzi i wyrzutków społeczeństwa (jap. hari).
Zbiór tekstów krytycznych i esejów Ōshimy został wydany w 1993 roku w publikacji Cinema, Censorship and the State (ISBN 0-262-65039-8). Reżyser mieszkał w Fujisawie, w prefekturze Kanagawa.

## Wybrana filmografia
| Rok  | Tytuł                                | Tytuł                    | Tytuł                       |
| Rok  | polski                               | japoński                 | japoński                    |
| Rok  | polski                               | Kanji                    | Rōmaji                      |
| ---- | ------------------------------------ | ------------------------ | --------------------------- |
| 1959 | Asu no taiyō                         | 明日の太陽               | Asu no taiyō                |
| 1959 | Dzielnica miłości                    | 愛と希望の街             | Ai to kibō no machi         |
| 1960 | Naga młodość                         | 青春残酷物語             | Seishun zankoku monogatari  |
| 1960 | Taiyō no hakaba                      | 太陽の墓場               | Taiyō no hakaba             |
| 1960 | Noc i mgła w Japonii                 | 日本の夜と霧             | Nihon no yoru to kiri       |
| 1961 | Schwytany                            | 飼育                     | Shiiku                      |
| 1962 | Powstaniec                           | 天草四郎時貞             | Amakusa Shirō Tokisada      |
| 1963 | Pierwsza przygoda małego dziecka     | 小さな冒険旅行           | Chiisana bōken ryokō        |
| 1964 | Watashi wa Bellett                   | 私はベレット             | Watashi wa beretto          |
| 1965 | Rozkosz                              | 悦楽                     | Etsuraku                    |
| 1965 | Dziennik Yunbogiego                  | ユンボギの日記           | Yunbogi no nikki            |
| 1966 | Koszmar za dnia                      | 白昼の通り魔             | Hakuchū no tōrima           |
| 1967 | Waleczne czyny buntowniczego ninja   | 忍者武芸帳               | Ninja bugei-chō             |
| 1967 | Japońskie kuplety                    | 日本春歌考               | Nihon shunka-kō             |
| 1967 | Podwójne samobójstwo latem w Japonii | 無理心中日本の夏         | Muri shinjū: Nihon no natsu |
| 1968 | Śmierć przez powieszenie             | 絞死刑                   | Kōshikei                    |
| 1968 | Trzej wskrzeszeni pijacy             | 帰って来たヨッパライ     | Kaette kita yopparai        |
| 1969 | Dziennik złodzieja z Shinjuku        | 新宿泥棒日記             | Shinjuku dorobō nikki       |
| 1969 | Chłopiec                             | 少年                     | Shōnen                      |
| 1970 | Po wojnie tokijskiej                 | 東京戰争戦後秘話         | Tōkyō sensō sengo hiwa      |
| 1971 | Ceremonia                            | 儀式                     | Gishiki                     |
| 1972 | Siostra na lato                      | 夏の妹                   | Natsu no imōto              |
| 1976 | Imperium zmysłów                     | 愛のコリーダ             | Ai no koriida               |
| 1978 | Imperium namiętności                 | 愛の亡霊                 | Ai no bōrei                 |
| 1983 | Wesołych świąt, pułkowniku Lawrence  | 戦場のメリークリスマス   | Senjō no merii kurisumasu   |
| 1986 | Max, moja miłość                     | マックス、モン・アムール | Makkusu, mon amūru          |
| 1999 | Tabu                                 | 御法度                   | Gohatto                     |